# 家売るオンナ
『家売るオンナ』（いえうるオンナ）は、2016年7月13日から9月14日まで日本テレビ系「水曜ドラマ」枠で放送された日本のテレビドラマである。主演は北川景子。日本での放送の1時間後に「Your Home is MY BUSINESS」のタイトルで香港、フィリピン、タイ、インドネシア、カンボジアで、1週間後には韓国、台湾、アメリカでもそれぞれ放送された。
2017年5月26日21時 - 22時54分に、続編である『帰ってきた家売るオンナ』（かえってきたいえうるオンナ）が同局系『金曜ロードSHOW!』特別企画・7daysTVスペシャルドラマとして放送された。
2019年1月9日から3月13日まで、第2シリーズとして『家売るオンナの逆襲』（いえうるオンナのぎゃくしゅう）が放送された。

## あらすじ
「テーコー不動産」で「私に売れない家はありません! 」と豪語する天才的不動産屋・三軒家万智は、客の抱える個人的な問題をも慧眼で察知し、容赦なく関わりながら、家という人生最大の買い物を型破りな方法や手段で豪快に売りまくる。万智の働き方・生き方に、次第に若手社員の庭野聖司と万智が来る前までエースだった足立聡ほか周りの社員たちも影響を受け、感化されていく。テーコー不動産本社が進める再開発計画に、万智と課長の屋代大が背いたことにより共に会社を去り、都内のとある海沿いの町で、2人で「サンチー不動産」という不動産会社を営むようになる。
やがて万智と屋代は結婚し、共に「テーコー不動産」へ復帰する。それと同時に、万智の宿敵となるフリーランスの不動産屋・留守堂謙治の出現により、「テーコー不動産」に波乱が起きようとしている。ある夫妻の物件をめぐって留守堂は万智に勝負を挑み、留守堂が勝利して万智は初めて敗北を味わい、彼女の逆襲が始まる。万智は敗北後に留守堂の名前を詮索して、彼が小学校の同級生だと判別した。その後は、対等の立場で協力し合いながら、ともに売り上げを伸ばしていく。やがて、感情を抑えきれなくなった留守堂は万智に告白するものの恋は実らず、彼は彼女への絶望と逆恨みを抱いて姿を消した。
留守堂はライバル会社「リッチブラスト不動産」に移り、1年後の新宿界隈の物件は万智の人工知能を使った売上方法で売上の7割を占めるようになり、「テーコー不動産」の新宿営業所は他営業所に吸収合併される危機に瀕するようになる。この危機に万智は社長に直談判をしてマンション買収の資金調達を行ない、社員たちは買収したマンションを売り上げようと一致団結した結果、売上が急激に伸びて危機を脱した。この業績によって、新宿営業所売買仲介営業課は売買仲介営業部に昇格し、万智はチーフ兼社長に、屋代は部長に、足立は課長に昇進した。留守堂は「リッチブラスト不動産」を辞職し、海沿いの町で「サンペー不動産」という不動産会社を営むようになった。

## キャスト
※〈〉の年齢は第1シリーズ開始時の年齢による。

### テーコー不動産株式会社 新宿営業所売買仲介営業課
三軒家万智（さんげんや まち）〈30〉
演 - 北川景子
本作の主人公。チーフとしてテーコー不動産株式会社の目黒営業所から新宿営業所売買仲介営業課に異動してきた、売上成績がトップクラスの営業。新宿営業所に配属される前は、目黒営業所に5ヶ月、その前には飯田橋営業所に3ヶ月勤務していた。「私に売れない家はありません! 」と豪語する自信家。
特徴として、部下に仕事を指示した後に発する「ゴー! 」や「家を売るためです」が口癖。顧客が家を購入すると決めたあとに「落ちた」と心の声を発するのが定番。歩いて曲がるときは、ほとんど直角。神出鬼没で、物音を立てずに突然背後に現れたりする。言動は常に機械的かつ無表情で笑顔は見せないものの、緊張するとしゃっくりが止まらなくなる。
趣味と言うほど「家を売ること」に異常なまでに執着しており、契約を成立させるためなら、部下である庭野らの担当する顧客を横取りするなど強引な手段を取ることも厭わない。古典的手法であるチラシの作成・配布から、SNS・ハッシュタグを利用した現代的な情報拡散術まで、あらゆる営業方法を得意とする。裏道の狭い道路でも、軽々と運転できる。部下に対する呼び方は、年下の庭野たちに対して基本的に呼び捨てにして下僕のように扱う容赦無い態度をとり、年上の布施たちに対して「さん」付けはするが、態度は厳しい。会社の部下指導マニュアルは全く使わない。
独身であり「結婚して愛するパートナーと家庭を持つこと」を望んでおり、何度も婚活パーティーに参加しているが毎回失敗している。屋代とのキス現場を見た庭野が屋代に気持ちを尋ねた際に、屋代は「光輝く特別な存在だ」と言い、その際に若干の動揺を示す。次いでこころに「サンチーさんは2人をどう思っているの」と問われ、庭野や屋代に少なからず好意を抱いているものの「彼らが私を『女』として愛していない以上、私も（庭野と屋代を）『男』として見ることはない」と語る。
一家惨殺事件を起こした事故物件の邸宅に住んでおり、時折ドアが勝手に開いたりすることもあるらしいが、それでもその家に住み続けるのは、本人曰く「家」には罪がなく、「家賃が5万円で安いから」とのことである。後にその邸宅を手放し、足立が売却した。
最終話にて、テーコー不動産本社が密かに進めていた再開発計画に反対する行動（こころの店存続と、万智の客のためのビル一棟売却）を取ったため、屋代と共に会社を離れ、都内のとある海沿いの町で、屋代と二人で「サンチー不動産」という不動産会社を営んでいる。なお、この時は彼女が社長となっている。
小学校時代のあだ名は「マンチッチ」。現在の常に機械的かつ無表情とは違い、小学校時代の彼女は、表情が豊かで明るく特技の手品で場を和ませ、クラスの「ひょうきん者ランキング」1位だった。手品を特技としたのは、当時一世を風靡したコミックマジシャングループ「マジック7」の大ファンだった影響。「ゴー! 」の口癖は、「マジック7」メンバーの「サーベルのジョー」がボックスにサーベルを刺す際の掛け声を真似てから始まっている。
高校2年生の時に両親を事故で亡くし、父親が抱えていた膨大な借金を返済するために自宅を売却したが、全額返済には至らなかった。さらに、誰も借金返済を手助けしたり、引き取ったりする人がいなかったため、ホームレスとして公園で生活していた。このとき、留守堂に「欲しいもの、それは家」と語って、彼が不動産屋になるきっかけを作った。一週間後に肺炎で倒れて病院に搬送され、退院後に養護施設に引き取られるが、施設での生活に嫌気が差して抜け出し、お金を稼ぐために昼夜を問わず働き続け、物語が始まる一年前に借金の返済を終えた。なお父の借金は相続放棄が可能であったが、周囲の大人からそのことを教わらなかった。「家を売ること」に人一倍熱心に取り組む理由について、第7話にて、「借金を返済できずに家を追い出された過去から自分自身を解放するため」と明かしていた。
続編の「帰ってきた家売るオンナ」では、庭野が泣きついてきたため短期のバイトとして一時的にテーコー不動産に復帰し、第2シリーズの「家売るオンナの逆襲」から正式にテーコー不動産に復帰して屋代と結婚し姓を「屋代」に変えるが、復帰してからも旧姓の「三軒家」と名乗って仕事をしている。公私ともに屋代のことを「課長」と呼び、敬語で接している。結婚後も「家を売ること」への異常なまでの拘りは変わらず、終業後も「家を売る仕事」の為に夜遅くまで自宅に帰らないことが多い。家での料理はフルコースでおもてなしするが、屋代に重荷と感じられている。
第4話で、当初は家の購入予定のなかった山路夫妻に夢であった喫茶店の物件を案内して契約を結んだが、山路の娘夫妻である満島夫妻の物件の契約は留守堂に横取りされて、初めて敗北を味わう。第7話まで一生涯ボウリングをやったことがなく、ボールの握り方は全くわからなかった。第8話では、庭野の父・茂雄との商談中に白洲に呼び出され、しばらくして彼女のいる喫茶店に物音を立てずに現れた。白洲から夫の屋代が浮気をしていると告げられ、更に彼女が働いているスーパーの店長の三郷と一緒に映っている複数の写真を見せられ激しく動揺し、その写真を保存している白洲のスマホを持ち帰る。その後、棟方親子との内見中に突然声が出なくなってしまい、同行していた庭野に「口パク」での自身の発言を通訳させ、彼のアドリブによる発言も容認し、会社に戻った時には声も元通りになり、「庭野が（棟方親子に物件を）売りました」と報告する。会社から帰る際、前述の「浮気」について屋代を問い詰めるが、彼が素直に経緯と潔白を説明したことで一応は誤解が解ける。
第2シリーズ最終話では、「新宿ガーデンハイツ」を100億円の買収に自ら社長に直談判して資金調達した。社長から買収後にマンションの売上が伸びたときの引き受け条件として、「テーコー不動産」の代表取締役社長を受けることを提示され、公約通りに売上が伸びたことに伴って、今までのチーフ職を兼ねて社長に昇進した。社長に就任後、新宿営業所内に在席しているときは部下たちにチーフと呼ぶように徹底させている。同時に妊娠していることが判明した。
庭野聖司（にわの せいじ）〈25〉
演 - 工藤阿須加
営業。真面目な性格ながら、営業成績は下から2番目の若手社員。周囲からは「三軒家の犬」と呼ばれているが、本人は「三軒家チルドレン」と訂正している。物静かな人物だが、深酔いすると相手に乗せられたり、感情を表に出することもある。
万智が新宿営業所に来て間もない頃は、「夢のように美しく、鬼のように恐ろしい」彼女の常識破りの手法や横暴な態度に反感を持ち、振り回されることも多かったが、彼女の言う事は乱暴ながらも核心を衝いており、担当客と真摯に向き合い、彼ら彼女らの幸せな人生のために仕事をしていると徐々に悟るようになり、密かに彼女に好意を抱き始める。「家を売るのが仕事、そのために必要な行動を起こす」重要性を万智から学んだ。
最終話で足立から「（万智に）深川営業所への異動の噂がある」と聞かされ、自分の気持ちを伝えられず悶々としていたところ、万智が会社の計画に背き、辞職をも覚悟で仕事に臨もうとしていることを知り「自分も辞めます、これからもチーフと一緒に仕事がしたい」と懇願するも、「甘ったれるな! 」とビンタを食らって突き放され、そのまま居残ることになる。1年後、新宿営業所の様子や望月母娘の近況を綴ったFAXを万智と屋代の職場であるサンチー不動産へ送信する。
続編の「帰ってきた家売るオンナ」では、課長になった布施の代理としてサンチー不動産を訪れ、自分たちの力不足で家を売れないため、情けなくもとっくに辞めた万智に泣きついて助けを求めた。
第2シリーズの「家売るオンナの逆襲」では、「テーコー不動産」に復帰した万智と留守堂が対等の関係を築いているのに、自身は万智の助手として対等の関係でないことに思い悩む。屋代から鍵村の指導係を任され技術面を教えるが、現実主義の彼は言うことを聞かず、手を焼いている。第8話では、棟方親子との内見中に突然声が出なくなった万智に代わって通訳しているうちに興奮して、必要以上の発言をするものの彼女に容認される。そして、万智から「庭野が売りました」と発言させたことで自信がつき、悩みが解き放たれつつある。
屋代大（やしろ だい）〈49〉
演 - 仲村トオル
課長。コンプライアンスと組織の結束を重視する穏健派。バツイチで独身。万智曰く「女性不信」。かつては「ミスター・テーコー不動産」と呼ばれるほど成績抜群で女性社員らからもモテていた。
課長となってからはコンプライアンスと売上アップというなかなか折り合いが付きにくい至上命令の板挟みで委縮していた。そのためか、夏の管理職人事では同期が何人も出世したが、自分は昇進できなかった。
転勤してきた万智の暴走には当初慌てふためいていたが、彼女による「家の爆売り」で課の営業成績が急上昇したこともあり、万智の実力を次第に認めて信頼し、白洲の徹底教育を依頼したり、社員をきちんと叱れるようしたりするなど、徐々に感化されていく。
万智と参加した婚活クッキングスクールの帰り道、途中で立ち寄ったバーで飲んだお酒に酔った勢いもあり、タクシーの車内で「君は凄いが、僕はダメだ」と嘆いたところ、万智から7年前の自分と万智との間にあった意外なエピソードを聞かされ、自分を励まそうとした彼女に思わずキスをしてしまう。
最終話にて、行きつけのバー「ちちんぷいぷい」のママであるこころから、「ビル取り壊しのため、立ち退きを迫られて困っている」と相談を受け、取り壊しを回避するべく奔走するが、その取り壊しがテーコー不動産本社の進める再開発計画の一環であり、さらに上層部から「計画の妨げをすれば厳しい処分を下す」と釘を刺され諦めようとする。しかし、その態度について万智から「会社の犬」と非難され、彼女がビルの一棟売却に成功した後、「責任を取る」形で彼女と共に会社を辞め、都内のとある海沿いの町で「サンチー不動産」を営む。なお、この時は屋代が課長（他に社員がいないため事実上の平）となり、社長となった万智と立場が逆転している。
続編の「帰ってきた家売るオンナ」では、顧客に子供を押し付けられたため、万智がいない間は仕方がなく面倒を見ながら、一人で仕事をしていた。
第2シリーズの「家売るオンナの逆襲」から万智と結婚し、テーコー不動産に再び課長職として復帰した。公私ともに万智のことを「三軒家くん」と呼んでいる。万智が会社での仕事が終わった後も、「家を売ること」の為に夜遅くまで帰ってこない日が多い事に寂しさと不満を募らせ、白洲のバイト先の店長の三郷に気持ちが揺らぎかけた。第8話で、仕事帰りに三郷に声をかけられラブホテルに連れ込まれそうになったが、万智を裏切ることはできないと断った。
第2シリーズ最終話で、売買仲介営業課から売買仲介営業部に昇格したことに伴って、課長から部長に昇進した。
白洲美加（しらす みか）〈28〉
演 - イモトアヤコ
営業。家を売る意欲が全くなく、未だに売上実績がない営業成績最下位の社員。万智からはフルネームで呼び捨てられている。入社前は他の仕事を転々としていた。
仕事（主にチラシのポスティング）を途中で放り出して、映画を見たりカフェでお茶するなどサボることも少なくない。そのため、布施は白洲の不真面目な勤務態度が、新宿営業所の営業成績が伸び悩んでいる要因、屋代も自分の出世を妨げている最大の要因と、共に「いい加減で目障りな存在」と思われている。お酒を飲むと喜怒哀楽が激しくなり、最後には寝てしまい、寝言も非常に多い。自身の容姿が良いと思っている場面もあり、ナルシストな一面もある。万智のいないところでは、彼女のことを「三軒茶屋」と罵っている。
足立には好意を抱いており、万智の「指導」に耐えきれず「もう仕事を辞めたい」と泣き出しては「足立さんがいるから」という理由で立ち直って会社に留まっている。最終話では、帰り道に偶々すれ違った足立に結婚とキスを迫るが、両方とも断られた。また、足立だけでなく第2シリーズ「家売るオンナの逆襲」では留守堂にもメロメロになるなど顔が良い者に対して弱い傾向があり、興奮して鼻血を出したことがある。
第7話にて、父の浮気がきっかけで両親の離婚が成立。更に、母の依頼による実家の取り壊しと土地の売却を万智が独断で進めるのを阻止するため、実家と土地をセットで買ってくれる客を探そうと初めて真剣に仕事に取り組むがうまくいかず、それでも実家の取り壊し阻止を諦めきれずに立て籠り騒動を起こす。そして、説得に現れた万智から「白洲美加は、私自身のように過去に囚われたままでいてはいけない。自分を解放するべきだ」と諭され、ようやく実家の取り壊しを受け入れた。離婚した両親は万智の計らいにより近隣の部屋にそれぞれ居住し、良好な関係を再構築する。
最終話にて、あと一歩のところで不動産の契約が成立しそうになったところを、他の不動産会社に顧客を横取りされたことにひどく落ち込み、さらにその様子を見ていた万智から「貴女は仕事に向いていない。会社を辞め、守ってくれる人を探しなさい」と言われ、休みがちになる。万智と屋代が会社を辞めた後に退社したらしく、足立にフラれた現場を見ていた宅間と結婚して姓を「宅間」に変え、妊娠した。
続編の「帰ってきた家売るオンナ」では、バイトのデスクとして復帰したが、仕事は相変わらずで子育ても母親に任せるなど手を抜きまくっていた。最後には二人目を妊娠したが、本人は望んではいなかった。
第2シリーズの「家売るオンナの逆襲」では宅間と離婚するが、未だに都合のいい男性として利用している。2人の子どもの親権は彼女が持ち、生計を立てるために「ちちんぷいぷい」のバイトとして働いているが、子供の世話は母親に押し付けて平然とし、平凡な一般家庭の出にもかかわらず自分のことを度々お嬢様育ち呼ばわりしたり、相手にされなかったにもかかわらず本当ならば宅間のような不細工ではなく足立と結婚していたと話したり、留守堂には何度も表彰されるほど優秀な社員だったと言ったりする大嘘をついて、人の顔の良し悪しで態度を変えるなど、前作よりもさらにエスカレートして性格が悪くなっている。
第1話では万智に呼び出され、後述の「丸見えハウス」の塀を壊したり、投稿動画へ出演する等の手伝いをさせられている。第4話では留守堂のプレゼン準備を手伝い、庭野から「裏切り」と批判されるも「私はもう『テーコー不動産』の人間じゃない」と開き直った。第5話で累計20回の無断遅刻により「ちちんぷいぷい」のバイトをクビになった。クビにされた後でも元夫の宅間と一緒に「ちちんぷいぷい」を訪れるふてぶてしさを見せ、そこで職探しに難癖をつけているところを、普段は穏やかなこころに激怒されてしまう。第6話からスーパーマーケットのバイトを始め、万智を毛嫌っている点から屋代とスーパーマーケット店長の三郷が結ばれるように企んでいて、第8話で万智に屋代が三郷と浮気をしていると思わせる写真を見せて揺さぶりをかける。第7話で、プロボウラーを目指すほどボウリングが得意と明かし、初心者の万智のコーチを受ける。第9話で、スーパーマーケットのバイトをクビになった。第2シリーズ最終話で、「新宿ガーデンハイツ」抽選会のテレビインタビューで宅間と復縁する予定であると公開する。
足立聡（あだち さとし）〈28〉
演 - 千葉雄大
営業。自分の見た目を武器に売り上げを伸ばす、課内のエース社員。あだ名は「（足立）王子」。笑顔の毒舌家。口癖は「（女性に好かれやすい）僕って罪だよな」。
新宿営業所でトップの営業成績を誇っていたが、万智がチーフとして赴任した直後に、彼女に追い越される。ある日、自分の顧客が万智の担当物件のチラシをきっかけに購入申し込みに来店し、彼女が見送る現場を目の当たりにし激昂するが、万智からは「3か月も放っておいて（＝自己責任である）」と返され、プライドの高さゆえ順位や売上額に固執してしまい、顧客への丁寧な営業を怠っていたこと、上司である万智を敬わず、距離を置き敵視していた姿勢に気付かされる。
白洲から頻繁にハートの絵文字入りのメールを送られているが、メールを開いてはすぐに削除し、彼女とはなるべく関わらないようにしている。幼い頃、父親が愛人を作って家を出てしまい、母と苦労して育ったことから「自分は誰とも結婚しない、僕はみんなのものだから」と言って、白洲をふって諦めさせた。
第6話にて、保険会社「ライフ・プレジデント生命」からのヘッドハンティングを受けるが、「もう少し不動産の仕事をしたい」として断った。
万智と屋代が会社を辞めた後、チーフとして働き始め、続編の「帰ってきた家売るオンナ」では、売り上げは相変わらず好調だったが態度も相変わらずで、社の売り上げの低迷など気にもとめない様子だったが、最後には改心した。
第2シリーズの「家売るオンナの逆襲」でも引き続きチーフとして仕事をしている。フェンシングが趣味で、それを通じて知り合った留守堂に好意に似たものを抱いてからは、彼を「謙治」と名前で呼ぶようになる。第8話で留守堂に告白するものの、断られた。
第2シリーズ最終話で、売買仲介営業課から売買仲介営業部に昇格したことに伴って、チーフから課長に昇進した。
千歳烏山には、足立が建売物件を7戸も現地販売した「足立タウン」が存在するという。
布施誠（ふせ まこと）〈50〉
演 - 梶原善
営業。基本的に無気力で出世を諦めているベテラン社員。既婚。こころからは「フセプー」と呼ばれている。屋代の先輩社員でありよき相談相手でもあり、かつては彼が目を見張る程の売上成績を誇っていたが、女性問題で失敗して以降は、ほとんど成績が振るわなくなった。若手社員たちともコーヒーを片手に気軽にコミュニケーションをとることを厭わない。万智の卓越した能力をいち早く見抜いた人物でもある。都合の悪い話があると、トイレに逃げ込むことが多い。
チーフである万智のことを、（「『さんげんやチーフ』という呼び名は長すぎる」という理由で略して）「サンチー」と呼んでいる一方で、彼女が新宿営業所に異動してきた経緯に疑問を抱いている。
様々な地方の方言を自在に話せるという特殊な技能を持つが、あまり役に立たない。
万智と屋代が会社を辞めた後は課長を務め、続編の「帰ってきた家売るオンナ」では、ライバル社の追い上げをうけて社の売り上げが落ちたため、打開策として情けなくもとっくに辞めた万智を招聘することを提案した。
第2シリーズの「家売るオンナの逆襲」から屋代に課長職を譲り、契約社員として仕事をしている。
八戸大輔（はちのへ だいすけ）〈34〉
演 - 鈴木裕樹
営業。万智からは「八戸さん」と呼ばれている。後輩ながら優秀で屋代の信頼も厚い足立への敵対心は強いが、庭野には優しさを見せる。帰国子女だが、非英語圏のロシア人の顧客に対して一方的に得意の英語を使い、怒らせたことがある。当初は万智のことを生理的に受け付けず、課内で「反サンチー同盟」なるものを作っていた。
続編の「帰ってきた家売るオンナ」では、北京語にも堪能で、中国人の顧客への販売に強さを見せる。最後は下の名前を八男に改変した（中国人に好評のため）。
第2シリーズの「家売るオンナの逆襲」では、結婚して引き続き中国人の顧客への販売を担当しているが、かつての爆買いがなくなったことにより販売の強さを見せることが出来なくなる。第9話で、広東語を話す中国人が一軒家の内見に訪れて案内し、勉強中の広東語が役に立って契約が成立した。最終話では、韓国人に対して韓国語で会話するところを見せ、マルチリンガルになるまでに成長した。
宅間剛太（たくま ごうた）〈36〉
演 - 本多力
営業。万智からは「宅間さん」と呼ばれている。人は好いが押しが弱く、今一つ成績を上げられていない。八戸が作った「反サンチー同盟」のメンバーではあるものの、第6話では万智の命令に対して気が利くところを見せた。
足立とは前髪を流す方向が逆。白洲に対しては、他の若手男性社員たちが冷淡な態度で接するのとは違い優しく接し、それがきっかけで彼女の夫となる。
続編の「帰ってきた家売るオンナ」では、白洲が子育てや仕事に対して手を抜いているため、その分負担が増えて仕事でも家でも休む間がなく、テレビを見る間もなかったので最近の流行を全く知らなかった。最後には白洲が二人目を妊娠したため、二児の父となる。
第2シリーズの「家売るオンナの逆襲」から白洲と離婚した。万智からはチラシ配りとポスティングを命じられる。最終話で、白洲と復縁する方向に進んだ。
室田まどか（むろた まどか）〈24〉
演 - 新木優子
デスク。いつも片手には美顔ローラーを持ち、勤務中も肌の手入れに余念が無い。電話を積極的にとる姿や雨に濡れた万智にいち早くタオルを差し出す気遣いができる点などが描かれている。噂話が好きで他の社員と楽しんでいる。
電話受付や来客接待、お茶汲み、ホワイトボードの個別営業成績表記入など、一般事務が主な業務である。
続編の「帰ってきた家売るオンナ」以降から一切登場せず、退職したか人事異動されたかも全く語られていない。
鍵村洋一（かぎむら よういち）
演 - 草川拓弥（超特急）
続編の「帰ってきた家売るオンナ」で初登場。一般常識に欠ける天然生意気キャラの新人営業マン。恋愛すら面倒臭くてしない絶食系男子。やる気が感じられず、間延びした口調で略語を使う。テーコー不動産のイメージキャラクター「住もう君」の着ぐるみを着て仕事をすることが多い。庭野の言うことは聞かない一方で万智には逆らえない。
万智から、彼女が短期バイト時は「新人」と呼ばれ、正式に復帰後は「鍵村」と呼ばれる。万智には、今まで売上がないことを理由に、ビラ配りよりも先に顧客への電話をするよう圧力をかけられるが、成果は出せずにいるため「お荷物」と言われている。最後まで態度を改めることもなく、自力で家を売ることはなかった。
視聴者受けの悪いキャラであり、労働意欲の欠ける点がウザがられている。
床嶋ゆかり（とこしま ゆかり）
演 - 長井短
第2シリーズの「家売るオンナの逆襲」で初登場。デスク。前任者の室田と同様に話に絡んでこないため台詞は少ないが、彼女が他の社員と楽しんでいたのに対して、上司や顧客に対しての立場をわきまえないひねくれ者。しかし、一喝した万智に対しては咄嗟に服従する。
登場早々に久々に再会した屋代と布施の抱擁を見て「キッモ〜」と発言し、庭野には「ダッサ〜」と発言した。万智復帰後はいきなりコピー用紙の補充を命じられる。そして「床嶋」と呼び捨てされるのを嫌がり止めるように願い出るも、無視された上に決め台詞で一喝される。鍵村とは気が合う関係で「カギ」と呼んでおり、一緒に飲みに行くことが多いものの恋愛感情はない。
流行に疎い屋代や布施に対して手厳しい発言が多く、LINEやTwitter用語を使う。また、四字熟語検定1級を取得しているらしく、社員たちに不満をもらす際は結びを四字熟語で締めることが多い。
最終話で、新宿営業所の存亡危機に瀕した際に、普段は鍵村が着るテーコー不動産のイメージキャラクター「住もう君」の着ぐるみを着て、匂いの臭さに文句を言いつつ鍵村とともに危機を脱しようとする。
鍵村と並ぶ視聴者受けの悪いキャラであり、労働意欲の欠ける点がウザがられている。

### その他
珠城こころ〈30〉
演 - 臼田あさ美
屋代が行きつけのバー「ちちんぷいぷい」のママ。屋代の部下たちもしばしば来店する。マドラーを用いたおまじない「ぷいぷい」で、屋代の疲れを癒やし、庭野の行動を操る。亡き母と多くの時間を過ごした店を継いでおり、母の服やファッションアイテムを独自のコーディネートで着こなす。万智が常連の屋代に連れられ初来店した際には、笑顔で彼女を歓迎した優しい心の持ち主。焼きそばをべちゃっとさせるなど、料理は得意でない。
バーの入ったビルを万智が一棟売却で護ったことにより、上の階のバレエ教室に通う子どもたちが来店するようになり、昼間の営業、喫茶店業務も始め、従業員を雇うほど繁盛するようになった。
第2シリーズの「家売るオンナの逆襲」からは、「テーコー不動産」の社員が連れてきた顧客も来店したり、留守堂が打ち合わせで店を利用したりしている。
留守堂謙治 （るすどう けんじ）
演 - 松田翔太
第2シリーズの「家売るオンナの逆襲」で初登場。整形し名前を変え、万智の宿敵となるフリーランスの不動産屋。
仕事においてはパーフェクトで、男女問わず情に訴え人間味あふれる方法で家を売っていく。「ドジ」なところを指摘されたあとは、慌てる素振りを見せずに「ありがとう」と礼を言うのが定番。足立のフェンシング仲間でもある。足立に好意に似たものを抱かれてからは、彼を「聡」と名前で呼ぶようになる。本名は三瓶良雄（さんぺい よしお）で、生まれ変わった「ルスドウケンジ」という名前は「ドジスケ」というあだ名から引用したもの。万智とは小学校の同級生であり、小学校時代は容姿にコンプレックスを持ち、クラスの「D&B（ドジで不細工）ランキング」は1位だった。
第2話で、インターネットカフェを「宝の山」と例え、そこで30連泊して数々の物件を契約した。
第4話で、満島夫妻にとあるバーで鍵村・床嶋が帰ったあと近付いた。満島夫妻の家の購入で万智に勝負を挑み、彼女が契約寸前で突如現れ、夫妻にアパートの部屋番号の語呂が悪いと告げ、別の語呂のいい部屋番号に案内して夫妻共通の趣味を全体に飾った部屋を案内し、逆転で契約にこぎつけ万智との勝負に勝利した。
第5話で、かつて通った小学校で自身の正体を知った万智に呼び出され、彼女に餃子を送り届けられた思い出を語り、水泳で溺れて万智に人工呼吸をされてから彼女に好意を抱くようになったことを告げた。しかし、第9話でかつて通った小学校で前回とは逆に万智を呼び出して彼女への恋心を打ち明けた際、万智から餃子を送り届けたのと人工呼吸をしたのは別の女性だと明かされたものの認めようとしなかった。あとから、万智に呼び出された女性の山田和子が現れた瞬間に気絶する。その後、万智への恋が実らなかったことへの絶望と、彼女に大切な思い出を台無しにされたことへの逆恨みを抱いて姿を消した。
万智たちの前から姿を消した1年後、「リッチブラスト不動産」のCOOとして、万智の人工知能を使った売上方法で新宿界隈の売上の7割を占めるまでに成長させ、情に訴えた人間味あふれる表情が消えた。「新宿ガーデンハイツ」のプロジェクト業者が「テーコー不動産」に決定後、万智が「リッチブラスト不動産」にやってきて、以前の留守堂に家が売れたのは心の優しい三瓶良雄のままだったからと告げられてから、態度を改めるようになる。「マジック７」のマジックショーで「サーベルのジョー」の代役の万智が緊張してしゃっくりが止まらなくなったとき、彼女に代わって剣をさばいた。その後は「リッチブラスト不動産」を辞職し、本名の三瓶良雄の名で海沿いの町にある「サンペー不動産」という不動産会社を営むようになったことを、万智宛てにハガキで報告した。なおそのハガキは山田和子と一緒に写っている写真付きのものであった。

### ゲスト

#### 家売るオンナ（第1シリーズ）
第1話
土方弥生
演 - りょう
大学病院の産婦人科医。
庭野の担当客だが、自身の条件に合う家が見つからず、困っている。幼い息子を世話していた義母の他界により、彼に日々寂しい思いをさせていることに心を痛めており、現在は「夫婦の勤務地である病院に近いこと」が最優先条件だが、屋代から「今週中に土方夫妻に家を売れないなら、担当者を変える」とプレッシャーを掛けられていた庭野は、病院から車で15分もかかる、またも条件に合わない物件を案内してしまい、弥生を落胆させる。この内見に同行しており、こだわり条件の1つだった「リビングイン階段」の必要性について疑問を投げかけ、翌朝に9回目の内見アポを強引に迫る万智の姿勢に当初は不信感を持つが、自分たちの抱える問題と真のニーズを見極め、わずか1日で息子も夫も納得する部屋を用意した彼女の行動力に驚く。最後には「医者や弁護士と同じように、人の人生を背負っている貴女は、私たち以上に『先生』だと思ったわ」と万智の完璧な仕事ぶりを称賛する。
土方亨
演 - 外川貴博
大学病院の脳外科准教授。弥生の夫。
病院の近くで、新築3LDK一戸建ての物件を探している。実家を離れたがらなかった息子の蒼穹が、新居の内見に来る気になったことを褒める。万智の案内した物件は夫妻の想像していた家とは程遠いものだったが、幼い息子が「今」いかに自分たち家族の愛情と存在を必要としているかを痛感し、購入を決める。
土方蒼穹（そら）
演 - 間中斗環
弥生と亨の一人息子。保育園児。共働きで泊まり勤務もある多忙な両親に代わり、祖母に甘やかされて育てられた。
祖母の死を受け容れられず、思い出の詰まった家も離れたがらず、転居には反対している。当直勤務を控えた弥生が8度目の内見を終えた直後、亨も急に病院に泊まることになり、万智が申し出て庭野と共に、土方家で彼の面倒を見る。世話の一切を庭野に任せて一旦外出し、用事を終えた万智が深夜に戻ると、蒼穹は自室で庭野の腕や手をしっかりと握りしめたまま、2人で熟睡していた。翌朝、両親の勤務する病院の新生児室へ連れて行かれる。弥生が誕生を援けた生まれたばかりの赤ちゃんたちを見ながら、万智から「生と死」についての話を聴き、祖母の死を受け入れて前向きに生きることを決意する。
小金井夫人
演 - 梅沢昌代
庭野の担当客だが、気に入っているマンションの一室を、何度内見してもなかなか契約しようとない。内見自体を夫とのデートのように楽しんでいる。決断を勧める度に再検討の理由を見つけ、次回へ引き延ばす。万智の常軌を逸した作戦により、ようやく購入に踏みきり、「おかげで最高に幸せです」と礼状を送る。
白洲に声をかけた男性
演 - マイケル富岡
サンドイッチマンとして営業している白洲に対して、カフェで休憩しているときに声をかけた男性。
白洲にマンションを購入したいと言って彼女を喜ばせたが、内見を約束した時間を過ぎても姿を現さなかった。

第2話
城ヶ崎良樹
演 - ビビる大木
就職後すぐに海外出張先での失態で挫折し、20年間2階の自室で引きこもり生活をしている中年男性。
両親とも20年顔を合わせておらず、食事も自室前まで母親に運ばせ、用件等は命令口調でのメール送信で済ませていた。万智の過激な作戦によって彼を1階リビングへ呼び寄せることに成功するが、両親、万智、庭野と数秒対面した後、再び急いで自室へ戻る。「家に物凄い美人が来た」「（庭野に）おっさんと言われた」ことに衝撃を受け、ずっと更新を続けている自分のブログに綴る。翌日、万智が新居提案のため再び来訪し、良樹は万智が自室に入ることを許可するが、極度のシャイ状態となっていた彼は、ダンボール箱に入ったままで万智と庭野を迎え、20年ぶりに他者と会話する。自分の現状に本気で向き合った万智に感化し、彼女が作成した今後の生き方の提案を書類にまとめた封筒をぎゅっと抱きしめた。
ブログの読者に「まどか」というハンドルネームの女性がおり、万智の作成した最強サバイバルプランによって自立を決意した彼を、応援コメントで励ます。
城ヶ崎泉
演 - 木野花
良樹の母。
20年間引きこもりの息子を案じて、夫と二人暮らしと偽り、テーコー不動産に住み替えの相談をしてきた。売却査定のため訪れた庭野にさえ、良樹の部屋は「物置だから」と見せようとしない。近所の住人には「息子は海外へ赴任している」ことにしているが、住人たちは毎夜自宅2階の窓から空を見上げる良樹の存在に気付いている。いつか彼が外に出てくれるであろうことを期待し、綺麗に磨いた革靴を常に玄関に用意しつつも、外部者が良樹を刺激することは極端に恐れており、良樹と直接会って対話するという万智と、その要望にメール返信で即応じた良樹に驚嘆する。
城ヶ崎秀人
演 - 猪股俊明
良樹の父。
穏やかな人柄だが、屋代の指示により、泉が提示した条件より高額なマンションを内見させたうえ、比較的安価な物件の購入希望理由を問う庭野に不快感を示す。同行していた万智が介入し、問題の本質が明らかになる。膝を患っており、万智が紹介した、1階で階段のない2LDKマンションを気に入る。
テレビレポーター
演 - 柴田美咲
後に城ヶ崎一家をリポートするテレビリポーター。
井上
演 - 諏訪太朗
万智にマンションの2部屋（隣り合った2LDKと1LDK）を売って欲しいと頼んだオーナー。
息子夫婦が暮らしていた部屋にはボルダリングウォールが設置してあり、取り外さなければならないかと相談したところ、「このままで良いです」と言われ、安堵する。

第3話
夏木桜
演 - はいだしょうこ
独身で1人暮らしの歯科衛生士。
相続した遺産で購入したマンションの売却をするために新宿営業所に相談に来た。万智が担当し、その日のうちに売却査定のため桜の部屋を訪問する。「ちょっと散らかっている」と謙遜する桜が玄関を開錠し扉を開けた途端、あらゆる物が次々に万智の頭部へ容赦なく落下してくる。服や雑貨など、すべてに思い出があり、自力で片づけができず、部屋には物があふれていた。
保坂博人
演 - 中野裕太
万智の客で、両親も姉弟もおらず、一戸建て住宅に1人で暮らしている。「生きるとは削ぎ落とすこと、人間関係も同じ」と語る極度のミニマリスト。桜はかつて自分が捨てた恋人。
部屋数の多い実家を売却し、都心のワンルームマンションへの住み替えを検討している。屋代からの「万智と行動を共にし、逐一様子を報告してくれ」との命令により、庭野も共に担当する。ある満月の夜、謎の女性占い師から声を掛けられ、無料で「運命の色」診断を受ける。
山那
演 - 辺見マリ
足立・庭野ペアが現地販売中のサンルーム付豪邸を購入した客。飼っているカメ（リク君）を溺愛しており、彼のために家を買った。
大家族の父
演 - 神戸浩
布施・八戸ペアが担当するバストイレが2つずつある外国人向け物件を購入した客。
足立クラブのマダム
演 - しのへけい子（第2シリーズ第8話・最終話）、中島奏 （第2シリーズ第8話・最終話）、おぐちえりこ（第2シリーズ第8話・最終話）
足立のファンで、足立が現地販売をしているときに追っかけをしてくるマダム集団。
足立の現地販売の追っかけをするだけで家を購入することはなかったが、第2シリーズ最終話で家を購入することを決め、彼にハグをしてもらった。

第4話
沢木峰乃
演 - かとうかず子
カリスマ料理研究家。屋代が新人の時から担当していた顧客。
テーコー不動産社長から7億円のマンションを売るよう命じられた屋代が久しぶりに来訪し、住み換え購入の検討を要請される。逆に屋代は沢木から、若く上品な女性を1人同伴しての、婚活クッキングスクールへの当日参加を急遽求められる。意外にも同行と参加を自ら希望した万智の料理の腕や、女性としての素晴らしさ、輝きを気に入り、屋代に説く。翌日、自身が抱えている重大な問題を屋代に告白する。
木下えりざ
演 ‐ 川面千晶
富田清太郎
演 - 渡辺哲
白洲が夜の公園で出会った、一見ホームレス風の男性。
酒に酔った白洲がベンチでひとり眠っているのを見掛けて心配し、声を掛け、カップ酒を振舞いながら楽しい時間を過ごす。見た目とは異なり、かなりの財産家。自宅の購入を希望している。翌朝、不動産会社社員である美加を訪ねるが、高額な物件を購入できる人物ではないと思い込まれていたため、彼女に慌てて追い返される。一方、万智は一目見ただけで、彼の正体を見抜く。
西出（にしいで）
演 - 越村公一（第10話）
「テーコー不動産」営業担当常務。
本社での会議・表彰の場で、売り上げ上位営業所を発表する役を担う。新宿営業所は万智の着任により、前回の13位から、2位にまで大躍進を遂げた。1位の世田谷営業所とも僅差であり、屋代は喜びのあまり、課へ報告の電話をかける。

第5話
日向詩文（ひゅうが しふみ）
演 - ともさかりえ
庭野の担当客で、雑誌週刊ファクトと契約するフリージャーナリスト。「私に暴けない悪事はない」「汚い奴らは眠らせない」がモットー。裏金問題で大臣を失脚させた経験を持つ。
万智とは性格や仕事への姿勢が似ているだけでなく、意外な接点を持っており、そのことが後に、万智と庭野との距離を縮めたり、彼女に強いライバル意識を持っていた足立が万智を信頼するきっかけとなる。
草壁歩子（くさかべ あゆむこ）
演 - 山田真歩
万智の担当客で、出版社の校閲部に勤める会社員。散財をせず、質素な木造のアパートに暮らし、いつかマンションを購入するためにコツコツ貯金している。
真面目な仕事ぶりだが、詩文には「校閲の鬼」と呼ばれ、「言論の自由の侵害である」と酷評され嫌われている。美加が郵便受けにポスティングしていた誤字脱字の全く無い完璧なチラシに惹かれ、その日のうちに新宿営業所を訪れ、紹介されていたマンションを内見する。そのチラシの作成者であり、颯爽と生き自信を持って仕事をする万智との出会いにより、彼女の担当物件の購入を前向きに検討する。
水道橋千代子
演 - 草村礼子
日向と草壁に勧めていたマンション708号室の階下、208号室の住人。
大家族に育ち、1人暮らしを謳歌していた老女だが、現在は終活を進めている。電球の交換など、頼み事を溌剌とこなす庭野を頼もしく思い、「結婚したいと思ったことはなかったが、貴方のような息子が居ても良かった」と笑顔で語る。

第6話
宮澤和之
演 - 東根作寿英
足立の顧客で、老舗和菓子屋「みやざわ」の5代目社長。妻と娘、息子がいる。
礼央奈のために家族には秘密でマンションを一室購入しようと足立に依頼する。しかし妻の昌代に不倫がバレてしまい、家庭崩壊の危機を迎える。和之は妻との復縁を選択し、手切れ金で部屋は買うが礼央奈とは別れると足立に告げる。
宮澤昌代
演 - 田中美奈子
和之の正妻。3年前に足立から購入した新居で幸せに暮らしていたが、店が息子の誕生を記念して新しい和菓子の発売を始めた頃から、夫の異変を感じていた。
ある日、和之の鞄から1LDKマンションのチラシを発見。翌朝早く外出した夫を尾行し、足立と部屋を内見する和之と見知らぬ若い女性の姿にショックを受ける。新宿営業所を訪れ「夫も貴方も許せない」と足立を責め立てるが、万智に「あくまで夫婦間の問題である」等、正面から指摘され、離婚届を残し実家へ戻る。
奥平礼央奈
演 - 小野ゆり子
和之とは愛人関係。広告代理店勤務のデザイナー。和菓子屋「みやざわ」新商品のパッケージデザインの仕事がきっかけで、和之との不倫を始める。
内見を繰り返すうちに、宮澤が足立に命じ、自宅と職場の間に部屋を買おうとしていることに気付き、都合のいい女にされようとしている不満と不安を足立に語る。
半田かおり
演 - 西慶子
母と共に暮らす物件の購入を検討している、庭野の客。
万智の喝入れによって、自分たちのために積極的な行動をとってくれた庭野の仕事ぶりを称える。
半田さとみ
演 - 片岡富枝
かおりの母。
立川にある一戸建ての内見は3回目で気に入っているものの、隣家からはみ出している樹木に不快感を示し「隣人がどのような人物か知りたい」と庭野にせがむ。結果を告げられ安心したさとみは、娘の後押しもあり、物件の購入を決意する。庭野が真っ先に報告した相手は、屋代ではなく万智だった。
府川
演 - 小林隆
半田母娘が購入を検討している物件の隣家に住む男性。
台風の接近により、自宅の鉢植えの植物たちを安全な場所に避難させる。ある日、隣家の売買仲介を担当している庭野が緊張しながら突然訪ねてきた際に、訪問の理由がよく分からない中迎え入れ、特別なお茶をご馳走する。
みどり
演 - 小林きな子
病院のオペ室に勤務する看護師で、事故物件の内見者。
万智があらゆる場所に配布したチラシを持参し、内見の上購入した。
伊佐のぶ子
演 - ふせえり
事故物件の内見者。ネット上でこの物件を知り、価格の安さに惹かれ、夫と共に訪れる。
伊佐洋
演 - 村松利史
のぶ子の夫。事故物件の内見を妻と共に訪れる。
五味良夫
演 - 大下源一郎
ライフ・プレジデント生命第一営業本部シニアマネージャー。
客を装い足立を指名し訪ねるが、実は彼のヘッドハンティングが目的だった。厚遇を約束し、逆訪問での面会まで成功するが、最終的には破談になる。しかしこの一件は足立に自信を持たせ、大きな励ましとなった。

第7話
白洲貴美子
演 - 原日出子（スペシャルドラマ）
美加の母。夫である保の不倫に激怒し、離婚と自宅の売却を決意する。
娘の美加へ依頼するが強く反対され、万智が担当することになる。家屋も土地も（家の資産価値はゼロだったため、取り壊して土地だけにした）名義は貴美子だったため、売却はスムーズに完了し、万智の紹介したマンションで快適な生活を始める。
続編の「帰ってきた家売るオンナ」では、美加が産んだ子どもの面倒を見ていることが判明した。
白洲保
演 - モロ師岡
美加の父。何度も不倫を繰り返してきた。
今回は本気だとして離婚届を置き、夜中に浮気相手のもとへ出て行くが、結局捨てられ、数時間後には帰宅。売却査定に訪れていた万智が一旦席を外すと、激しい夫婦喧嘩が始まる。貴美子に復縁を迫るが、彼女の怒りは鎮まらなかったため離婚された。
竹野内幸一
演 - 大河内浩
竹野内工業社長。屋代の顧客の一人であり、娘佑奈を30歳までには結婚させたい、と結婚相手探しを屋代に依頼する。
相手に求める条件は「仕事ができ、学歴が良く、身長は屋代程度に高く、性格も良い」ことである。屋代が課内の社員を消去法で検討した結果、佑奈より4歳年下ではあるが庭野しか該当しなかった。
竹野内佑奈〈29〉
演 - 華子
屋代の得意先、竹野内工業の社長の末娘。長髪で淑やかな美人だが、非常に声が小さい。クッキングスクールの師範。何度見合いしてもなかなか成婚にまで至らない。
久保田
演 - 佐伯大地
庭野と佑奈が訪れた住宅展示場にいた不動産営業マン。同業者であるが、庭野よりスキルが高い。
酒本理恵
演 - 櫻井淳子（第8話）
屋代の元妻。子供はいない。かつて「テーコー不動産」では受付として勤務していた。屋代との披露宴の司会を担当した布施とも面識がある。
20年前に屋代と結婚して幸せを掴んだものの寂しさを感じ、10年前に置き手紙1枚を残して突如家具と共に彼のもとを去り離婚した。その後再婚した相手とも離婚し、慰謝料代わりに豪邸を譲り受ける。
客として「テーコー不動産」新宿営業所を訪れ、「大ちゃん」と呼びかけ、屋代を困惑させる。譲り受けた豪邸の売却と新しいマンションの購入を屋代に依頼し、「大ちゃんともう一度やり直したい」と告げる。

第8話
前原あかね
演 - 篠田麻里子
テレビで人気絶大の「お天気お姉さん」。気象予報士。テレビ日本「モニモニ モーニング」のアイドル的存在で「6時58分の恋人」の異名を持つ。
局に近い4LDK以上の物件購入を希望している。CMやグラビアでも活躍しており、主に男性ファンが多いが、本性は腹黒く、最近は予報を外すことが増えている。番組に抜擢される前は、地方局で忙しく働く津田のアシスタントを務め、津田から気象に関する様々なことを学んでいた。
津田順
演 - 和田正人
あかねの夫兼マネージャー。あかねと同様に気象予報士。家事一切をこなすが、周囲に結婚の事実は隠している。
担当は足立と庭野であったが、あかねの指示もあり、屋代に「もっとしっかりした人を」と希望し、以降は万智が担当することになる。気象予報士としての感性や高い能力は健在で、身体で感じた風や空気の温度湿度、空の様子で、数時間後のポイント予報を的中させるほどの腕を持つ。しかし万智は、打ち合わせのための自宅訪問時に彼の持つ秘密に気付いてしまう。
石橋
演 - 住田隆
テレビ日本「モニモニ モーニング」キャスター。
花屋店員
演 - 松尾薫
津田順の不倫相手。

第9話
雨宮礼
演 - MEGUMI
庭野の担当客。家族3人で暮らす新居を探しており、数か月に亘り何度も内見しているが、夫の憲一がなかなか決断しない。
雨宮夫妻親子の不仲に気付いた万智が内見に同行したところ、昨年の法事で姑が親族に語った「あんな嫁とは1億円貰っても同居する気はない」「あの嫁が産んだと思うと孫も可愛いくない」との言葉を聞いたことを告白する。義父義母の将来は、同居している義姉の波留が、生涯独身のまま面倒を見ると思っている。
雨宮憲一
演 - 竹森千人
雨宮家の長男で礼の夫。内心では両親との同居を考慮しているものの、礼と共に実母の愚痴を聴いてしまう。3人で暮らす新居の購入には踏み切れずにいる。
雨宮もも
演 - 須田理央
礼・健一夫妻の娘。次の新しい家での生活を楽しみにしている様子。初対面の外国人・ビクトルにも臆することなく優しく話しかけ、すぐに打ち解ける。
雨宮波留
演 - 八木優子
雨宮家の長女、憲一の姉。両親と同居している。ぽっちゃり体型で社会人経験、恋愛経験は無い。
スーパーで出会った留学生ビクトルに強く愛されており、密かに交際中。外国人のビクトルが理解し易いよう、ゆっくり丁寧に言葉を選んで話す。礼儀正しく母親や礼ほど気は強くなくおとなしい女性だったが、ビクトルとの同居・結婚・ナイジェリアへの移住を決意してからは、自分の思いを家族に真っ直ぐにぶつけ、万智の助けで家を出て、アパートでビクトルと暮らし始める。
ビクトル・ムサ
演 - 星野ルネ
ナイジェリア人。雨宮波留の交際相手。万智の行きつけの中華料理屋で働きつつ、日本の大学院で建築学を学んでいる。修了後翌年春に母国へ帰国予定。
大勢の外国人と芳しくない環境での共同生活を送っており、万智からもらった名刺を頼りに、波留と暮らせるアパートを求めて新宿営業所を訪ねる。万智がいつも頼むメニューであることから、万智を「餃子のおねえさん」と呼ぶ。父とその7人の妻、15人の子供で共に暮らし育った身であり、雨宮家の不仲が理解できない。万智に相談するため再び新宿営業所を訪れ、屋代、布施、まどかたちに温かく迎えられる。
今泉亮太
演 - 大西武志
「週刊新代」編集長。万智を美人悪徳不動産屋として記事にしようと企む。
美加に近付きカフェに誘い、万智のこれまでの仕事内容を訊き出し録音するが、その情報を基に取材したところ、万智の客が全員新居での現状の生活と、親身になってくれた彼女の仕事ぶりに満足していることを知る。記事を差し止めるよう依頼するため抗議に来社した屋代とは数分で和解し、屋代を通じて万智になかなか売れない自分の二世帯住宅の売却を依頼する。
雨宮嘉一
演 - ト字たかお
足立の担当客で、礼の舅。元中学校長。昨年、心筋梗塞を患った。
新居を探して数か月になるが、内見を繰り返している。
雨宮智代
演 - 鷲尾真知子
礼の姑。波留の結婚を望んでおり、独身の足立にさりげなく波留との交際・縁談を持ち掛ける。夫婦揃って、波留に恋人が居ることは知らない。

最終話
望月葵
演 - 凰稀かなめ
万智の担当客で、元プロのバレリーナ。
娘の怪我をきっかけにバレエ教室も閉鎖し、車椅子の必要な娘と一緒でも暮らし易い、バリアフリーの家を探している。夫はシンガポールにて仕事をしており、もう何年も会っていないが、お金だけは惜しみなく送ってくるという。夫には現地に別の女性と子どもがいる。
望月カンナ〈15〉
演 - 堀田真由
葵の娘。バレエコンクールを前に事故で脚を怪我し入院している。
医師からは完治を告げられているが、車椅子で病院の豪華特別室での生活を続けている。「貴女は逃げている」と指摘されたことで万智を嫌うが、母親の意外な習慣を知らされ、万智の謀ったちょっとした仕掛けにも引っ掛かり、新居内見を承諾する。

#### 帰ってきた家売るオンナ（スペシャルドラマ）
一ノ瀬定男
演 - 笑福亭鶴瓶
テーコー不動産のイメージキャラクター「住もう君」の着ぐるみアルバイトをしている謎の男。
定年退職した身だが、現役時代はコピー機の営業をしていたらしい。娘一家と暮らすための家を探すために、着ぐるみアルバイトとしてテーコー不動産に潜り込んでいた。根底にあるのが人恋しさであることを万智に見抜かれ、最終的に彼女の勧めでアパートを一億円で購入し、大家となる。
葉山友明
演 - 要潤
有名子役タレント葉山蓮の父親兼マネージャー。
淀川水樹
演 - 芦名星
超極貧シングルマザー。
遼河夫妻
演 - 遠山俊也、明星真由美
超潔癖症の夫婦。
門脇茂一郎
演 - 須永慶
「赤ちゃんマート」社長。
中国人
演 - 矢野浩二
日本の不動産を爆買いする。
後藤
演 - 佐藤正和
雑司ヶ谷のタワーマンション808号室の住人。
堂坂沙羅
演 - 古畑星夏
ペット用の住居を探している女子大生。
道端杏
演 - 江口のりこ
一ノ瀬の娘。
葉山蓮
演 - 五十嵐陽向
有名子役タレント。葉山友明の息子。上から目線で言葉遣いも悪い。万智曰く「クソガキ」。

#### 家売るオンナの逆襲（第2シリーズ）
第1話
花田えり子
演 - 岡江久美子
何かと物件にケチをつけて決めない様子の主婦。結婚生活35年。家事はズボラ。万智と庭野に「本当は離婚したい」と打ち明ける。
万智らには賃貸住宅を探すように頼むが、彼女からは経済観念のなさを指摘され、「夫婦生活は今世かぎりだと思うこと」と説得される。最終的には万智が提案した夫婦別寝を想定した4600万円（墓付き）の物件を購入する。
花田春男
演 - 伊藤正之
えり子の夫。えり子曰く「豚いびきの夫」。えり子とは異なり、老後も2人暮らしを希望している。
最終的には万智が提案した夫婦別寝を想定した4600万円（墓付き）の物件を購入し、庭野には「えり子の歯ぎしりから解放される」と感謝を述べる。
にくまる
演 - 加藤諒（幼少期：若林輝）
大炎上系YouTuber。本名は不明。チャンネルの登録者数は減っている。幼い頃に両親が離婚し、祖母（演：五味多恵子）に育てられた。
当初は足立が提案した最新セキュリティーの物件を内見するものの、目撃された住民からTwitter上に悪口を書かれ、担当者の変更を申し出る。担当が万智となると、留守堂が薦めてきた幼少期を過ごした祖母の家に似た佇まいの物件を購入する。しかし、最終的には万智が提案した通称「丸見えハウス」の物件を1億円現金で購入した。

第2話
神子巴
演 - 泉ピン子
慣れ親しんだ古いアパートを取り壊され、孤独死を恐れてインターネットカフェで暮らし続ける年配の女性。担当は庭野。
他の不動産業者には孤独死を恐れるあまりに、代わりのアパートを紹介してもらえなかった。庭野に物件を数件内見してもあれこれ理由をつけ断り続けているが、実は「年寄りばかりとではなく色々な人と暮らしたい」ためである。
暮らし続けた「インターネットカフェ シーラカンス」が屋代家の全預金をおろした万智に買い上げられ、閉店に持ち込まれようとした際に持論を展開され説教されるが、これに反論したことによりネット難民たちの声援に応える形でオーナー兼住人となる。そして、新たなインターネットカフェを作り上げるため、屋代家の全預金の600万円増しで購入した。
その後、「インターネットカフェ ばばあ」として出店し、満室状態が続くほど繁盛している。

第3話
木村剛史
演 - 池田鉄洋
商社勤務の会社員。トランスジェンダー。
自宅では美月を気遣って父親としてふるまっているが、自宅ではないアパートの一室を借りて「キョーコ」の名前で女物の着物を着て生活している。
美月の服や髪型の変化に敏感だったことにより、前々からトランスジェンダーであることを彼女に気づかれていた。
宅間と鍵村が担当の元大関が所有していた家を、万智から8600万円で購入した。美月にこれから何と呼んでほしいか問われたときに、「キョーコちゃん」と呼ぶようにお願いする。
木村真奈美
演 - 佐藤仁美
木村剛史の妻。外資系ファンド会社のテクノロジーディレクター。
テーコー不動産に剛志には内緒で、人がたくさん集まれることと彼が改めてくれるような家を求めて来店し、庭野が担当する。
娘の美月が夫のことをトランスジェンダーと知らないと思っており、それを知られないように気を遣っていた。
木村美月
演 - 西谷星彩
剛史・真奈美の娘。私立中学の1年生。
学校の同じクラスに剛史に似た生徒がいることから、父がトランスジェンダーであることに理解を示している。
真島みどり
演 - 沢井美優
車田と交際しているレズビアン。車田には「ドリー」と呼ばれている。レズビアンであることを世間に隠してひっそりと生活することを望んでいる。
車田と住み続ける家を捜し、布施と足立が担当の旗竿地に建っている一軒家を、留守堂に説得されて1800万円で購入した。
車田智代
演 - 芳野友美
真島と交際しているレズビアン。真島と違いレズビアンを隠し通すのを嫌う情熱的な性格。
真島と一緒に、旗竿地に建っている一軒家を購入した。
中丸
演 - 瀬川亮
広告代理店勤務の男性。ゲイ。担当は庭野と八戸。
庭野の案内で元画家が住んでいたアトリエつきの家を購入した。
ファッションショップ店員
演 - ぺえ
万智が美月にプレゼントをした服が置いてあった店の店員。
河辺
演 - 針原滋
真島と車田が購入予定の物件のオーナー。2人の交際関係を知って物件の売買を拒否する。

第4話
山路功夫
演 - 佐野史郎
昼夜問わず働く昭和世代で生きた定年間近の会社員。
娘夫妻である満島夫妻の家の資金援助の相談で妻と一緒に「テーコー不動産」に来店し、万智が担当する。元々は、定年後に妻のために喫茶店を経営しようとしていた。
万智に満島夫妻への資金援助でなく、喫茶店付き物件への住み替えを提案され、7000万円で購入した。
山路朱美
演 - 宮寺智子
山路の妻。料理上手。
喫茶店付きの物件に住み替え、夫が定年後は、一緒に喫茶店を経営する予定。
満島花
演 - 北原里英
山路夫妻の娘で健太郎の妻。
テーコー不動産に来店したときに同席していた鍵村と、とあるバーで偶然出会う。そのとき、鍵村にお気に入りのベイエリア物件を紹介され、内見して気に入り契約した。しかし、父・功夫の許可を得ていないものだったため、契約は白紙となった。
次に、万智に案内された物件は古びたアパートだったため帰ろうとしたが、結局は戻って内見する。しかし、内装がおしゃれな作りで気に入り、契約寸前までいったが、突然留守堂がやってきて後述の語呂を伝えたら、トラウマを思い出して契約を取りやめた。
留守堂に案内されたアパートの部屋番号は、お気に入りのカクテル「カクテル830」と自身ファンの矢沢永吉の語呂の「830号室」で、内装が矢沢一色のもので健太郎とともに気に入って契約した。
満島健太郎
演 - 田村健太郎
花の夫。偉くなって責任をとる立場の役職を嫌がり、出世意欲がない。
山路夫妻の住み替えについて、花は資金援助が出ないとごねるなか、応援する立場をとる。
花と交際当初に別の女性との二股をしていた時期があり、万智に案内されたアパートの部屋番号は二股相手の名前「みよこ」の語呂で「345号室」だった。
留守堂の物件を花と一緒に案内され、アパートの一室「830号室」を購入した。

第5話
田部竜司
演 - 柄本時生
万智の小学校の同級生。小学校時代のあだ名は「たべやん」。見栄えや外観に人一倍こだわっている。クラスの「D&B（ドジで不細工）ランキング」は留守堂こと三瓶良雄に次ぐ2位。
幼い頃から容姿にコンプレックスを持ち、「がんばりノート」を作成して周囲を見返し、東京大学を卒業し銀行に就職してエリート街道に進む。
万智の案内で、古びた佇まいの外観に似つかわしくない洒落た内装の「ギャップ萌え」のある一軒家を6500万円で購入した。
宮寺奈々
演 - 知英（素顔時：東間照代）
田部の婚約者。化粧をとると別人の顔になる。
庭野の案内による内見で、突然浴室のスチームが降って顔を濡らしてしまい、その素顔を見た田部に幻滅され、婚約を解消された。しかし、万智の計らいで「ギャップ萌え」のある一軒家でウェディングドレスを着て待っており、その姿に田部は惚れてしまい、再び彼と結ばれることになる。

第6話
八十多つぐみ（やそだ つぐみ）
演 - 内山理名
美容師で湊人の妻。夫婦そろって別々の美容室の店長をしている。風水にこだわっている。
万智と留守堂の共同プロジェクト「メイク・ディスティニー・オペレーション」で順平と不倫関係になる。
万智の案内で風水的に商売繁盛になるマンションの一室の購入を一旦は白紙にするが、留守堂の協力によって購入することを決めた。
八十多湊人（やそだ みなと）
演 - 武田航平
あらゆる芸能人が利用しているカリスマ美容師でつぐみの夫。
まりと不倫していて、つぐみは容認している。
尾田順平
演 - 橋爪淳
大学教授でまりの夫。まりは元教え子。柔道五段。生涯、子どもを持たない夫婦生活を望んでいる。
留守堂の案内で物件を探している。まりと湊人との不倫現場を目撃し、彼が入った「テーコー不動産」に怒鳴り込んだが、つぐみと不倫するようになってから気持ちが和らぎ、八十多夫妻と同じマンションの別の一室を購入した。
尾田まり
演 - 筧美和子
順平の妻。湊人と不倫している。
三郷楓
演 - 真飛聖（第7話・第8話）
美加がバイトしているスーパーマーケットの店長。
屋代に気がある素振りを見せる。第8話で、屋代をおでん屋と偽ってラブホテルに連れて行くが、彼に妻を裏切れないと断られた途端に平手打ちし、彼が去った後に舌打ちした。

第7話
朝倉雅美
演 - 佐藤江梨子
「テーコー不動産」企画開発課の社員。かつては屋代の下で営業として働いていた。
結婚して姓を変えるが、旧姓の「朝倉」と名乗って仕事をしている。子どもはいない。
万智、サキと共に「ウーマンプロジェクト」に参加する。
万智になじみの鍼灸院から近い家を案内されたが、留守堂が案内するサキと鉢合わせとなる。一軒家の購入権を万智とサキ側の留守堂とのボウリング勝負で行ない、彼女が勝利して一軒家を購入することができた。
引っ越し後、万智からロボット掃除機が贈られた。
宇佐美サキ
演 - 佐津川愛美
「テーコー不動産」インターネット推進部の社員。足立と同期。2人の息子を持っているため、時短勤務。
万智、朝倉と共に「ウーマンプロジェクト」に参加する。
足立が紹介した留守堂に保育園に近い家を案内されたが、万智が案内する朝倉と鉢合わせとなる。一軒家の購入権を留守堂と朝倉側の万智とのボウリング勝負で行ない、彼が敗北して保育園に近い家の購入をすることができなかった。
しかし、夫の承諾を得た万智の案内で、夫の職場から近く職場内に託児所がある好条件の物件を、6500万円で購入した。

第8話
庭野茂雄
演 - 泉谷しげる
庭野の父。真面目な息子とは正反対のお調子者の性格。妻は他界して独り暮らし。
たこ焼き屋を開く資金のために浜松の家を売ろうと、息子を頼って上京する。万智と留守堂によって家の売却ができ、その資金で留守堂が提案したうなぎ入りたこ焼きの屋台を始める。
棟方幸子
演 - 南野陽子
すみれの母。浪費癖がある。
ケーキ屋を始める資金のため家を売ろうと、「テーコー不動産」に娘と訪れる。その後、万智に案内された物件はケーキ屋を始めるには狭すぎるため難色を示すが、彼女に同行した庭野に説得されて独り住まいとして1000万円で購入した。その後、移動販売でケーキを売ることを始める。
棟方すみれ
演 - 大後寿々花
幸子の娘。幸子が今まであらゆる事業に失敗を繰り返しているため、家を売ることに反対する。
万智に案内された物件で、反対だった家の売却を万智に同行した庭野に説得されて5000万円で売る決意をし、売った資金の半分を幸子から独立してワンルームのマンションを購入すると伝える。
足立から家を購入したマダム
演 - 磯野貴理子
西富士見台の家を8000万円で購入した。

第9話
馬場礼子
演 - 酒井若菜
静江の娘。静江と同居する家を探しに「テーコー不動産」に来店し、万智が担当する。静江が好む全面畳敷きを希望。
真壁が内装をリノベーションした一軒家は「ひまり荘」の2軒隣りの物件だったため、万智によって全面畳敷きに再リノベーションされ、夢だった母との同居が実現した。
馬場静江
演 - 松金よね子
礼子の母。「ひまり荘」で独り暮らしをしている。礼子を女手ひとつで育て上げた。
当初は娘の世話になりたくないことと「ひまり荘」を離れたくない思いで引っ越すことに断固拒否したが、万智の説得と環境が変わらないことで娘と同居することに納得して引っ越した。
真壁涼
演 - 入江甚儀
施工会社の設計デザイナー。築45年の古家を自身が内装をリノベーションしたデビュー作を、同世代の庭野に売却できるように依頼する。
迫田のぞみ
演 - 小野真弓
祐樹の妻。子どもはいない。夫が浮気して自宅を出たことにより、離婚して自宅を売却しようと留守堂に相談する。
新垣夫妻が内見に訪れて気に入り、自宅売却の契約寸前までいったが、直後に祐樹が戻ってやり直すように告げられたことで、売却は白紙になる。
その後、自宅周辺を見渡す足立は、似たような家が並んでいることや子どもをもつ家族が多いことで、迫田夫妻の環境にそぐわないと感じ、留守堂の許可を得て売却の話を進める。足立の話に納得して自宅の売却を決意した。
迫田祐樹
演 - 永野宗典
のぞみの夫。小学校からのぞみに憧れ念願かなって結婚したが、自宅を出て浮気相手のところに行き、一時は離婚をしようとした。しかし、改めてのぞみのことが恋しくなって自宅に戻り、浮気相手と別れてよりを戻した。
足立から別の環境のところに引っ越すことを勧められて納得し、自宅の売却を決意した。
新垣美優
演 - 佐藤めぐみ
浩介の妻。妊婦。
新垣浩介
演 - 渋江譲二
美優の夫。美優が妊娠したのを機に結婚し、家の購入を考え「テーコー不動産」に彼女と訪れ、足立が担当する。
かつて迫田夫妻が住んでいた一軒家に引っ越した。
荒牧いし子
演 - ふくまつみ
静江の話し仲間。静江と同じく「ひまり荘」に住んでいる。
山野民子
演 - 小柳友貴美
静江の話し仲間。「ひまり荘」から見える一軒家に住んでいる。
志村
演 - 山田明郷
宅間が担当の駅から遠く坂道がきついマンションを当初は見学だけで訪れたものの、たまたま一緒にいた美加の案内で気に入り、6300万円で購入した。
町村徹
演 - 角田貴志
町村亜希子
演 - 松永渚
ともに関西弁で話す夫妻。真壁が内装をリノベーションした一軒家に、揃って激怒して立ち去った。
富田
演 - 田中こなつ
迫田夫妻から新垣夫妻に代わった一軒家の隣りに住んでいる主婦。美優と同じ妊婦で、同じ時期に出産予定。
箕輪
演 - 大川ヒロキ
かつて屋代が担当の家を購入した西原三重子の遠い親戚。外見は強面。
西原の勧めで鍵村が担当の一軒家の現地販売に訪れ、駆け付けた屋代が案内して購入した。
紳士服店長
演 - 水野智則
紳士服店の店長。万智と屋代が水曜の休日に訪れ、彼の赤色のスーツを売った。その後、留守堂にも赤色のスーツを売った。
山田和子
演 - 風見梨佳（最終話）
万智と留守堂の小学校の同級生。留守堂こと三瓶良雄の家に毎週餃子を送り届け、彼が水泳で溺れた時は人工呼吸をした本当の人物。
留守堂に呼び出された万智と一緒に、かつて通った小学校にやって来て留守堂の誤解を解いた。
最終話で、留守堂が万智宛てに送ったハガキに、彼と一緒に写っている。
中国人
演 - 王建軍
広東語を話す中国人。
八戸が担当の一軒家を9000万円で購入した。

最終話
藤見明
演 - 笹野高史
藤見兄弟の兄。かつて一世を風靡した「マジック７」で「不死身のアキラ」と呼ばれていた人物。兄弟で人体串刺しマジックによるイリュージョン（脱出側）担当。
「新宿ガーデンハイツ」に長年住んでいて、周囲が「リッチブラスト不動産」の再開発計画で立ち退く中で最後まで居残り、譲が立ち退く意思を固めた際でも頑なに立ち退くことに断固拒否した。譲の引っ越しの手伝いの日に後述の「マジック7」の仲間たちがやって来たことにより、25年ぶりにマジックショーの開催を決意する。
藤見譲
演 - 本田博太郎
藤見兄弟の弟。かつて一世を風靡した「マジック７」で「サーベルのジョー」と呼ばれていた人物。兄弟で人体串刺しマジックによるイリュージョン（串刺し側）担当。ボックスにサーベルを刺す際に、「ゴー! 」と言う掛け声をする。
明と同様に「新宿ガーデンハイツ」に長年住んでいて、周囲が「リッチブラスト不動産」の再開発計画で立ち退く中で最後まで居残るが、潮時と考えて立ち退く意思を固めたものの、後述の「マジック7」の仲間たちがやって来たことにより、25年ぶりにマジックショーの開催を決意する。しかし、マジックショー当日になって腕を骨折したことにより、万智が代役を務めることとなる。
寺内
演 - 竹財輝之助
「リッチブラスト不動産」の社員。
「テーコー不動産」に買収されたあとの「新宿ガーデンハイツ」の悪口をネット拡散させる。
ポッポ鳩次郎
演 - 水森コウ太
「マジック7」の鳩を使ったマジック担当。本名は不明。
万国旗太郎
演 - 瀬戸将哉
「マジック7」の万国旗を使ったマジック担当。本名は不明。
トランプ虎子
演 - 上村依子
「マジック7」のカードマジック担当。本名は不明。
ウチのゲラー
演 - 志賀圭二郎
「マジック7」のスプーン曲げ担当。本名は不明。
ミスターコイン
演 - 内藤トモヤ
「マジック7」のコインマジック担当。本名は不明。
太田雄貴
演 - 本人
フェンシングの達人として足立と対戦する。
テレビリポーター
演 - 貴島明日香
「新宿ガーデンハイツ」の抽選会の中継に訪れた、テレ日のリポーター。
復縁予定の美加と宅間にインタビューした。
社長
演 - 舘ひろし（特別出演）
一代で築き上げた「テーコー不動産」の代表取締役社長。屋代にも顔を見せたことがない伝説的人物。
万智の直談判で「新宿ガーデンハイツ」の買収の資金調達を行ない、プロジェクトが成功した見返りとして彼女に次期社長を依頼する。

## スタッフ
- 脚本 - 大石静
- 音楽 - 得田真裕
- OPナレーション（天の声） - 中村啓子（第1シリーズ第5話、第2シリーズ第8話を除く[注釈 23]）
- 不動産コンサルティング - 内田浩彰
- プロデューサー - 小田玲奈、柳内久仁子（AXON）
- 演出 - 猪股隆一、山田信義
- 制作協力 - AXON
- 製作著作 - 日本テレビ

### 家売るオンナ（第1シリーズ）
- 主題歌 - GReeeeN「beautiful days」[25]（ZEN MUSIC）
- チーフプロデューサー - 伊藤響
- 演出 - 佐久間紀佳

### 家売るオンナの逆襲（第2シリーズ）
- 脚本 - 松島瑠璃子
- 主題歌 - 斉藤和義 「アレ」[26]（スピードスターレコーズ）
- チーフプロデューサー - 西憲彦
- 協力プロデューサー - 水野葉子
- 演出 - 久保田充

## 放送日程

### 家売るオンナ（第1シリーズ）
| 各話                                                                          | 放送日        | ラテ欄                                             | 演出       | 視聴率 |
| ----------------------------------------------------------------------------- | ------------- | -------------------------------------------------- | ---------- | ------ |
| 第1話                                                                         | 2016年7月13日 | わたしに売れない家はない! 天才的不動産屋現る!      | 猪股隆一   | 12.4%  |
| 第2話                                                                         | 7月20日       | 常識に囚われるな! 天才的不動産屋VS最強ひきこもり!! | 猪股隆一   | 10.1%  |
| 第3話                                                                         | 7月27日       | 真夏の現地販売会! ミニマリスト男とゴミ屋敷女の恋!? | 佐久間紀佳 | 12.8%  |
| 第4話                                                                         | 8月03日       | ホームレスにも家爆売り! 衝撃キスそしてGO           | 佐久間紀佳 | 12.4%  |
| 第5話                                                                         | 8月10日       | 独身女の家探し!! 庭野が万智の客を横取り!?          | 猪股隆一   | 9.5%   |
| 第6話                                                                         | 8月17日       | 王子が愛人に家を売る!? 夏の夜の事故物件お泊まり会  | 山田信義   | 11.6%  |
| 第7話                                                                         | 8月24日       | 最凶ダメ社員ついに覚醒!? 庭野お見合いへGO!         | 猪股隆一   | 10.8%  |
| 第8話                                                                         | 8月31日       | 芸能人の家探し! 屋代と元嫁の復縁に万智は…!?        | 佐久間紀佳 | 10.8%  |
| 第9話                                                                         | 9月07日       | 三軒家流・二世帯住宅爆売りプロジェクト始動!        | 山田信義   | 12.4%  |
| 最終話                                                                        | 9月14日       | さらば三軒家万智! 進退をかけた最後の家爆売り!      | 佐久間紀佳 | 13.0%  |
| 平均視聴率 11.6% （視聴率はビデオリサーチ調べ、関東地区・世帯・リアルタイム） |               |                                                    |            |        |

- 2016年7月スタート連続ドラマ、初回視聴率第1位[31]。

### 帰ってきた家売るオンナ（スペシャルドラマ）
| 放送日                                                       | ラテ欄 | 演出     | 視聴率 |
| ------------------------------------------------------------ | --- | -------- | ------ |
| 2017年5月26日                                                | 天才的不動産屋の三軒家万智ここに復活 定年ジジイ貧乏マザーわがまま子役… 家族の問題を解決しながら家爆売りGO | 猪股隆一 | 13.0%  |
| （視聴率はビデオリサーチ調べ、関東地区・世帯・リアルタイム） | |          |        |

### 家売るオンナの逆襲（第2シリーズ）
| 各話                                                                        | 放送日        | サブタイトル                                            | ラテ欄                                                 | 脚本              | 演出     | 視聴率 |
| --------------------------------------------------------------------------- | ------------- | ------------------------------------------------------- | ------------------------------------------------------ | ----------------- | -------- | ------ |
| 第1話                                                                       | 2019年1月09日 | 伝説の不動産屋 三軒家万智が帰ってきた!                  | 天才的不動産屋復活! 炎上ユーチューバーに 家爆売りGO    | 大石静            | 猪股隆一 | 12.7%  |
| 第2話                                                                       | 1月16日       | 性悪金持ち客の正体は ネットカフェばばあ!?               | 強敵泉ピン子参上 ネットカフェ暮らしの老婆に 家爆売りGO | 大石静            | 猪股隆一 | 12.9%  |
| 第3話                                                                       | 1月23日       | 多様化する愛の形! 真冬の現地販売で 宿敵に客を奪われる!? | LGBT様々な愛の形! 現地販売会開催皆で 家爆売りGO!       | 大石静            | 久保田充 | 11.4%  |
| 第4話                                                                       | 1月30日       | 昭和のがむしゃら企業戦士vs 経済成長を知らない平成世代!? | 働き方改革前夜! 昭和の企業戦士に 家爆売りGO!           | 大石静            | 久保田充 | 10.7%  |
| 第5話                                                                       | 2月06日       | 万智の過去と留守堂の正体が ついに明かされる!            | 偽装美女＆野獣カップルに 家爆売りGO ライバルが愛の告白 | 大石静            | 猪股隆一 | 11.5%  |
| 第6話                                                                       | 2月13日       | 運命大作戦! W不倫夫婦に奇想天外の作戦実行!              | 宿敵と最強タッグ ダブル不倫夫婦に 奇想天外の家爆売りGO | 大石静            | 山田信義 | 11.2%  |
| 第7話                                                                       | 2月20日       | バリキャリvsワーママ!? 女たちの譲れない戦いが勃発!!     | キャリアウーマンvs ワーキングマザー! 働く女のバトルGO  | 大石静 松島瑠璃子 | 猪股隆一 | 11.0%  |
| 第8話                                                                       | 2月27日       | 三軒家チルドレン庭野の父が来店!                         | 庭野のオヤジ来店 親子の絆は永遠なのか 涙の家爆売りGO!  | 大石静            | 猪股隆一 | 10.2%  |
| 第9話                                                                       | 3月06日       | 友情・愛情大錯綜で留守堂崩壊!? 万智への愛がついに爆発!  | 不動産ドラマ最終章! 愛が憎しみに変わる… 衝撃展開GO!    | 大石静            | 山田信義 | 10.2%  |
| 最終話                                                                      | 3月13日       | 家売るオトコの逆襲!! 衝撃のラストショーが開幕!!         | ラスボス舘ひろし! 日本の未来かけ 感動のショー開幕GO    | 大石静            | 猪股隆一 | 12.6%  |
| 平均視聴率11.5%（視聴率はビデオリサーチ調べ、関東地区・世帯・リアルタイム） |               |                                                         |                                                        |                   |          |        |

関西地区(読売テレビ)で2022年1月5日から2月11日まで「家売るオンナの逆襲」の再放送がされた。

## 受賞
- 第5回コンフィデンスアワード・ドラマ賞・作品賞（2016年）[36][37]
- 第90回ザテレビジョンドラマアカデミー賞（2016年）[38]
  - 最優秀作品賞
  - 主演女優賞（北川景子）
  - 助演女優賞（イモトアヤコ）
  - 監督賞（猪股隆一、佐久間紀佳、山田信義）
- 東京ドラマアウォード2017
  - 連続ドラマ部門優秀賞[39]

## Blu-ray・DVD
- 『家売るオンナ』Blu-ray BOX・DVD-BOX、2017年1月25日発売
- 金曜ロードSHOW! 特別ドラマ企画『帰ってきた家売るオンナ』DVD、2017年9月27日発売
- 『家売るオンナの逆襲』Blu-ray BOX・DVD-BOX、2019年8月7日発売